# Катедрала на Осло
Днешната Катедрала на Осло е завършена през 1697 г.

## Катедрали на Осло
Сегашната църква е третата катедрала, строена някога в Осло.
Първата – катедралата „Халвардс“, е построена от Сегурд I през първата половина на XII в. Тя се е намирала на 1,5 km източно от днешната катедрала. За повече от 500 години катедралата „Халвардс“ е най-важната църква в града. Обаче през 1624 г., след огромен и опустошителен пожар, Християн IV решава да препострои града на няколко километра по̀ на запад, където е и крепостта Акершус.
Катедралата „Халвардс“ е изоставена и се срутва. През 1639 г. е построена нова катедрала (Hellig Trefoldighet), но тя изгаря до основи само 50 години след нейното построяване. След това е построена сегашната катедрала.

## Кралско семейство
Там през 1968 г. се сгодяват (като тогавашен принц и сегашен крал на Норвегия) Харалд Пети и Соня Харалдсен. На 25 август 2005 г. започнва сватбата на техния син принц Хаакон и неговата любима Мете-Мари отново в същата катедрала.